# Джузеппе Джустаккіні
Джузеппе Джустаккіні (італ. Giuseppe Giustacchini, 17 січня 1900, Мілан — 9 грудня 1974, Болонья) — італійський футболіст, що грав на позиції півзахисника, зокрема за клуб «Інтернаціонале», а також національну збірну Італії.

## Клубна кар'єра
Починав грати у футбол за міланську команду «Стельвіо», з якої 1919 року перейшов до клубу «Віртус Болонья».
1923 року повернувся до Мілана, ставши гравцем «Інтернаціонале». Відіграв за «нераззуррі» наступні п'ять сезонів своєї ігрової кар'єри.
Згодом протягом 1928—1930 років захищав кольори «Фоджі», після чого перейшов до «Емполі», виступами за який через рік і завершив ігрову кар'єру.

## Виступи за збірну
1921 року провів свою єдину офіційну гру у складі національної збірної Італії.
Помер 9 грудня 1974 року на 75-му році життя у місті Болонья.
| Дата       | Місто  | Господарі | Результат | Гості  | Турнір           | Голи | Примітки |
| ---------- | ------ | --------- | --------- | ------ | ---------------- | ---- | -------- |
| 06/11/1921 | Женева | Швейцарія | 1 – 1     | Італія | товариський матч | -    |          |
| Усього     |        | Матчів    | 1         |        | Голів            | 0    |          |